# Ждан Тадрина
Ждан Тадрина (? — після 1688) — 4-й війт Києва часів Козацької держави.

## Життєпис
Походив зі впливової київської міщанської родини Тадрин. Син Федора-Ждана Тадрини. Низка дослідників ототожнюють Ждана з останнім, проте О. Попельницька, описуючи маєтності родини Тадрин на Подолі, розрізняє Федора-Ждана і Ждана Тадрин. Про молоді роки замало відомостей. Завдяки впливу батька стає райцем. У 1677 році після смерті Федора-Ждана Тадрини обирається новим війтом Києва. 18 січня 1677 року отримав відповідну грамоту від царя Федора III. Разом із грамотою на війтівство київські міщани отримали грамоту на підтвердження за магістратом міських угідь на Оболоні, Пріорці, Котурці та островах Муромці, Трухановому, а також на право вільного користування лісами довкола Києва. Крім того, цар видав грамоту на підтвердження цехового устрою і ремісничих статутів київських ремісників. Власним коштом того ж року відбудував дерев'яну церкву Миколи Набережного.
Завдяки підтримці своєї родини Тадрина набув значної силу, завдяки чому став чинити різні зловживання — забирав у купців товари; грабував крамниці, церковні та міщанські двори, примушував ремісників безкоштовно працювати; якщо треба було постачати 10 хур, то він збирав 100, а потім більшу частину віддавав за викуп; міщан судив у своєму дворі сам без магістратських урядовців, а у деяких випадках і карав без суду. Також вступив у майновий конфлікт зі своїм братом Герасимом. Протистояння з міщанами вилилося у скаргу останніх у 1686 році московським царям Петру I та Івану V. Останні наказали у 1687 році відсторонити Ждана Тадрину з війтівства. Замість нього обрано Яна Биковського.
Проте звільнений Тадрина продовжував свої злочини, за які генеральний суд присудив його до смертної кари, але гетьман його помилував. Після цього взяв в оренду місто Чорнобиль. У 1688 році Ждан Тадрина подав царям чолобитну, де скаржився, що його безневинно скинуто з уряду, та ще, за наказом нового війта Яна Биковського, пограбовано, а майно його, більш ніж 50 дворів у Києві, передано його братові Герасиму.
Слідство за царським наказом провадив київський воєвода Іван Васильович Бутурлін, під його керівництвом генеральний суддя Сава Прокопович, значний військовий товариш Карпо Мокрієвич, судовий писар Андрій Василевич, колишній ніжинський полковий суддя Василь Гуменний та київський полковник Костянтин Солонина. Судді дізналися з магістратських книг, за що Тадрину було скинуто, як його судили, як примусили його сплатити братові Герасиму належну частину батьківщини. В результаті скаргу Ждана Тадрини було відхилено. Після цього той остаточно перебрався до Речі Посполитої. Подальша його доля невідома.

## Родина
- Сини Іван та Антон.
  - Дочка Антона, Олена стала дружиною прилуцького полковника Григорія Гнатовича Галагана, прабабцею Григорія Павловича Галагана, засновника Колегії Павла Галагана в Києві.